# 格伯 (加利福尼亞州)
格伯（英語：Gerber）是位於美國加利福尼亞州蒂黑馬縣的一個人口普查指定地區。

## 地理
格伯的座標為40°03′36″N 122°09′00″W / 40.06000°N 122.15000°W，而該地最高點為海拔高度69米（即226英尺）。

## 人口
根據2010年美國人口普查的數據，格伯的面積為2.390平方千米，均為陸地。當地共有人口1060人，而人口密度為每平方千米443人。